# Gare de Saint-Avre - La Chambre
La gare de Saint-Avre - La Chambre est une gare ferroviaire française de la ligne de Culoz à Modane (frontière) (surnommée ligne de la Maurienne), située sur la commune de Saint-Avre, à proximité de La Chambre, dans le département de la Savoie, en région Auvergne-Rhône-Alpes.
C'est une gare de la Société nationale des chemins de fer français (SNCF) desservie par des trains TER Auvergne-Rhône-Alpes et certains TGV.

## Situation ferroviaire

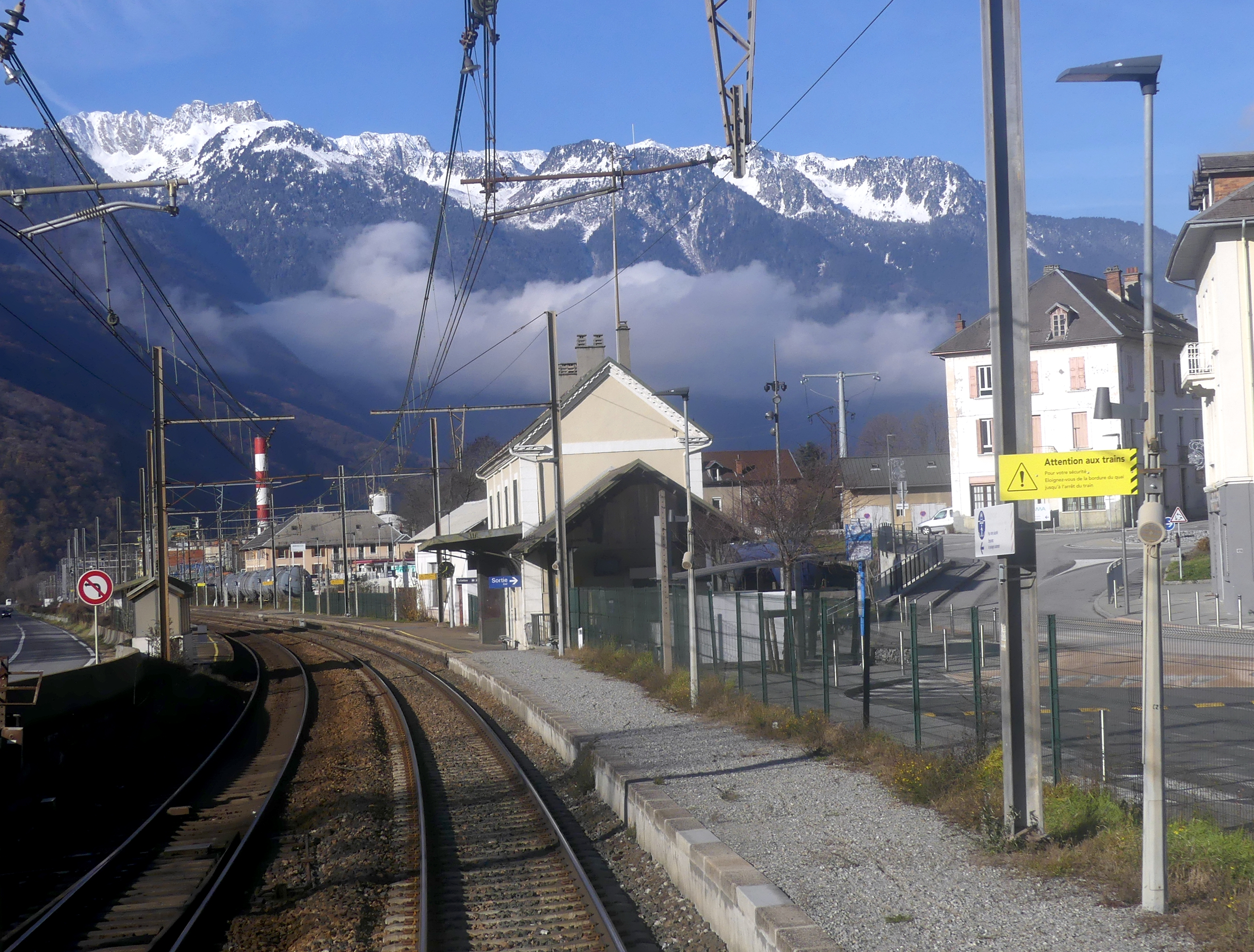
La gare en direction de Chambéry.

Établie à 448 mètres d'altitude, la gare de Saint-Avre - La Chambre est située au point kilométrique (PK) 198,081 de la ligne de Culoz à Modane (frontière) entre les gares ouvertes d'Épierre - Saint-Léger et de Saint-Jean-de-Maurienne - Vallée de l'Arvan.

## Service des voyageurs

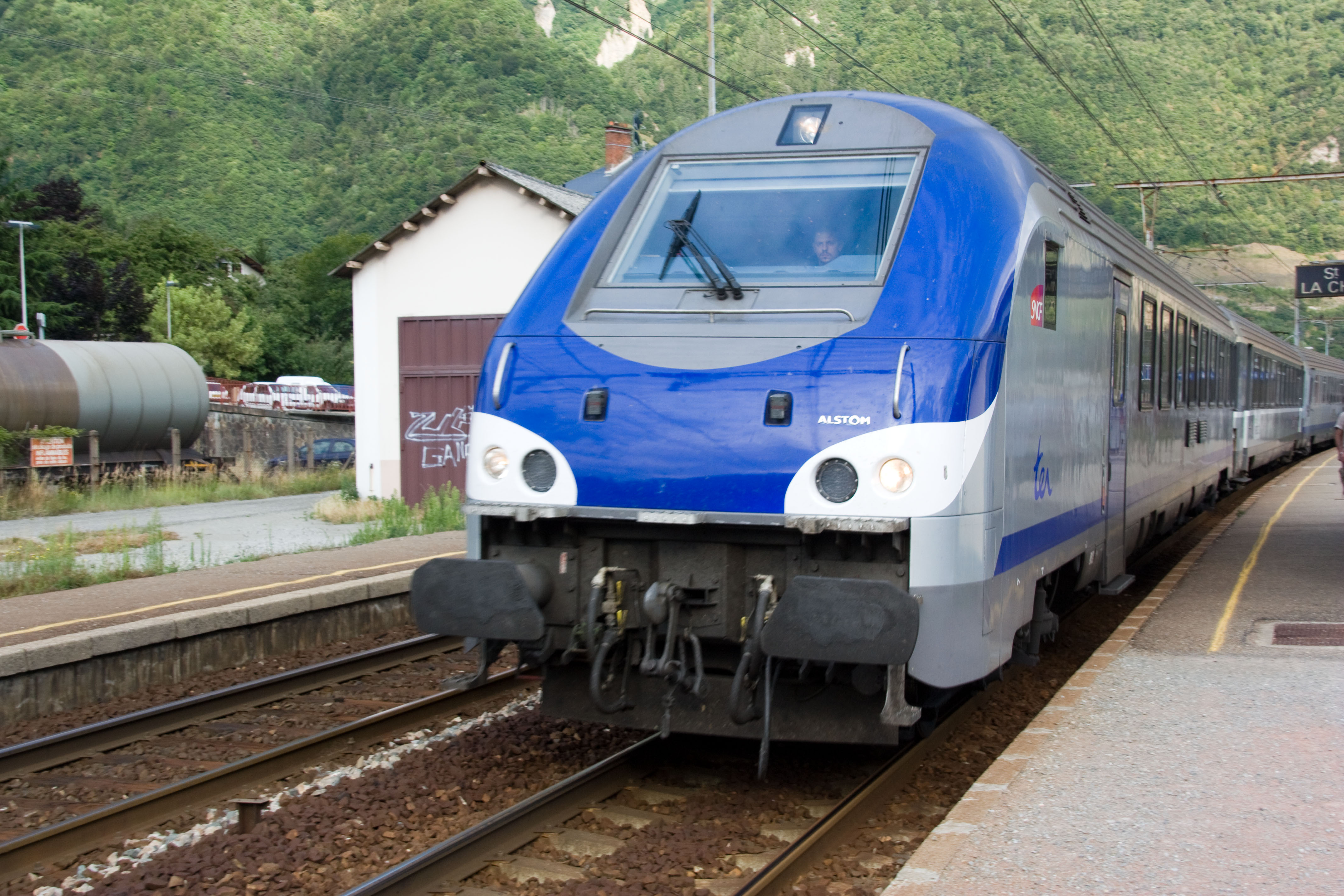
Un TER pour Lyon à quai.

### Accueil
Gare SNCF, elle dispose d'un bâtiment voyageurs, avec guichet, ouvert tous les jours. Elle est équipée d'une salle d'attente.

### Desserte
Saint-Avre - La Chambre est desservie par les trains TER Auvergne-Rhône-Alpes, qui effectuent des missions entre les gares de Lyon-Part-Dieu, ou de Chambéry - Challes-les-Eaux, et de Modane.
Pendant la saison d'hiver et les week-ends en été, s'ajoute une desserte par des TGV circulant entre les gares de Paris-Gare-de-Lyon et Modane.

### Intermodalité
Un parc pour les vélos et un parking pour les véhicules y sont aménagés. Elle est desservie par des cars TER Auvergne-Rhône-Alpes, lignes : Chambéry - Challes-les-Eaux à Modane ; Aiton-Bourgneuf à Saint-Jean-de-Maurienne ; Saint-Pierre-d'Albigny à Modane.

## Service des marchandises

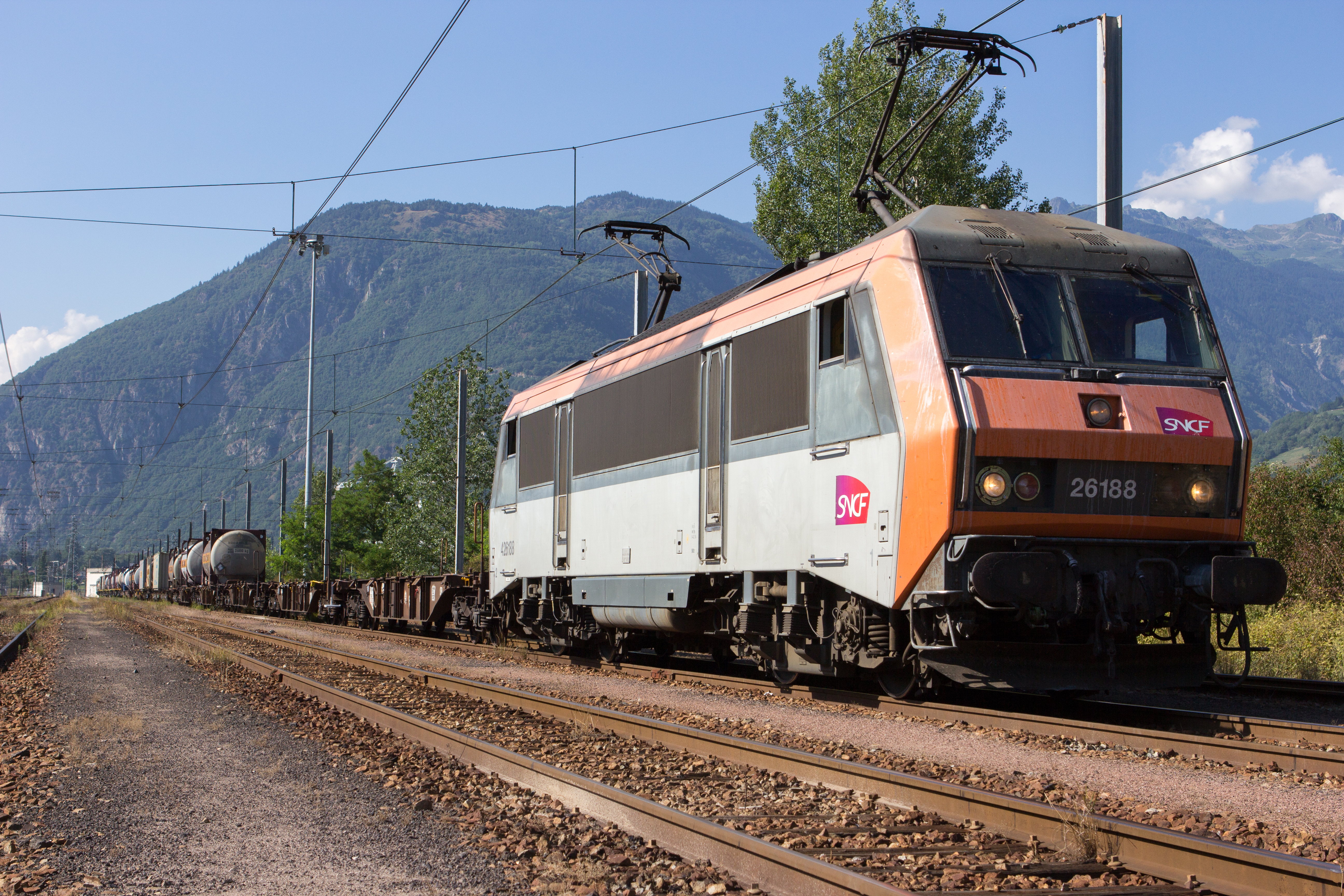
Un train de fret quittant le faisceau de Saint-Avre à destination de Modane.

Saint-Avre - La Chambre est une gare Fret SNCF ouverte au service train massif et wagons isolés pour certains clients.
À l'entrée de la gare, en provenance de Chambéry, un embranchement particulier sur la voie 1, permet de desservir l'usine Arkema de La Chambre. À la sortie de la gare, en direction de Modane, une troisième voie (voie 1 bis) donne accès à un faisceau relais de 10 voies qui sert, entre autres, de garage d'attente et de préparation des trains de marchandises pour la préparation de la « pousse » pour la montée vers Modane. Le faisceau relais se situe entre le PK 199,400 et le PK 200.

## Galerie de photographies

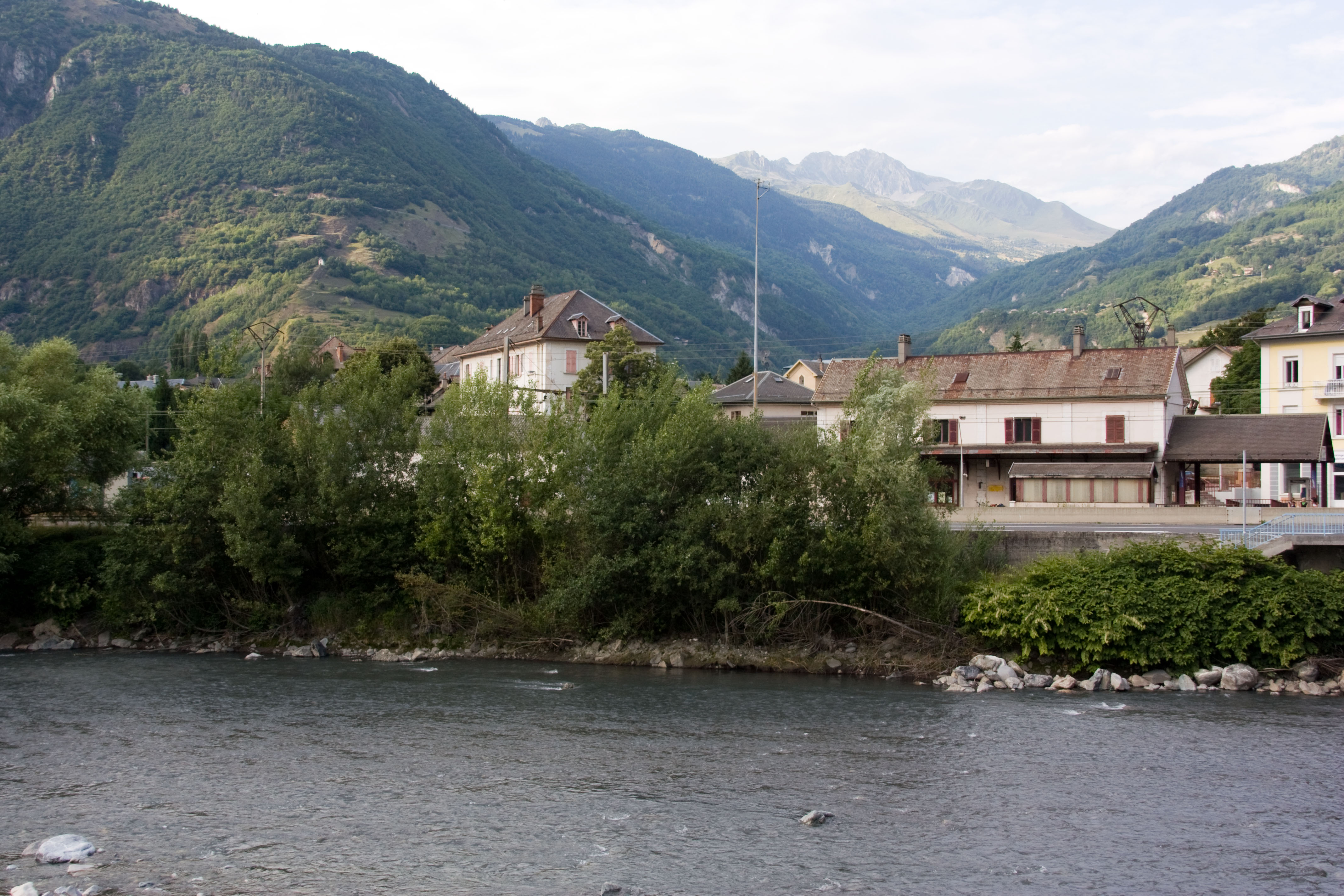
L'Arc et la gare.
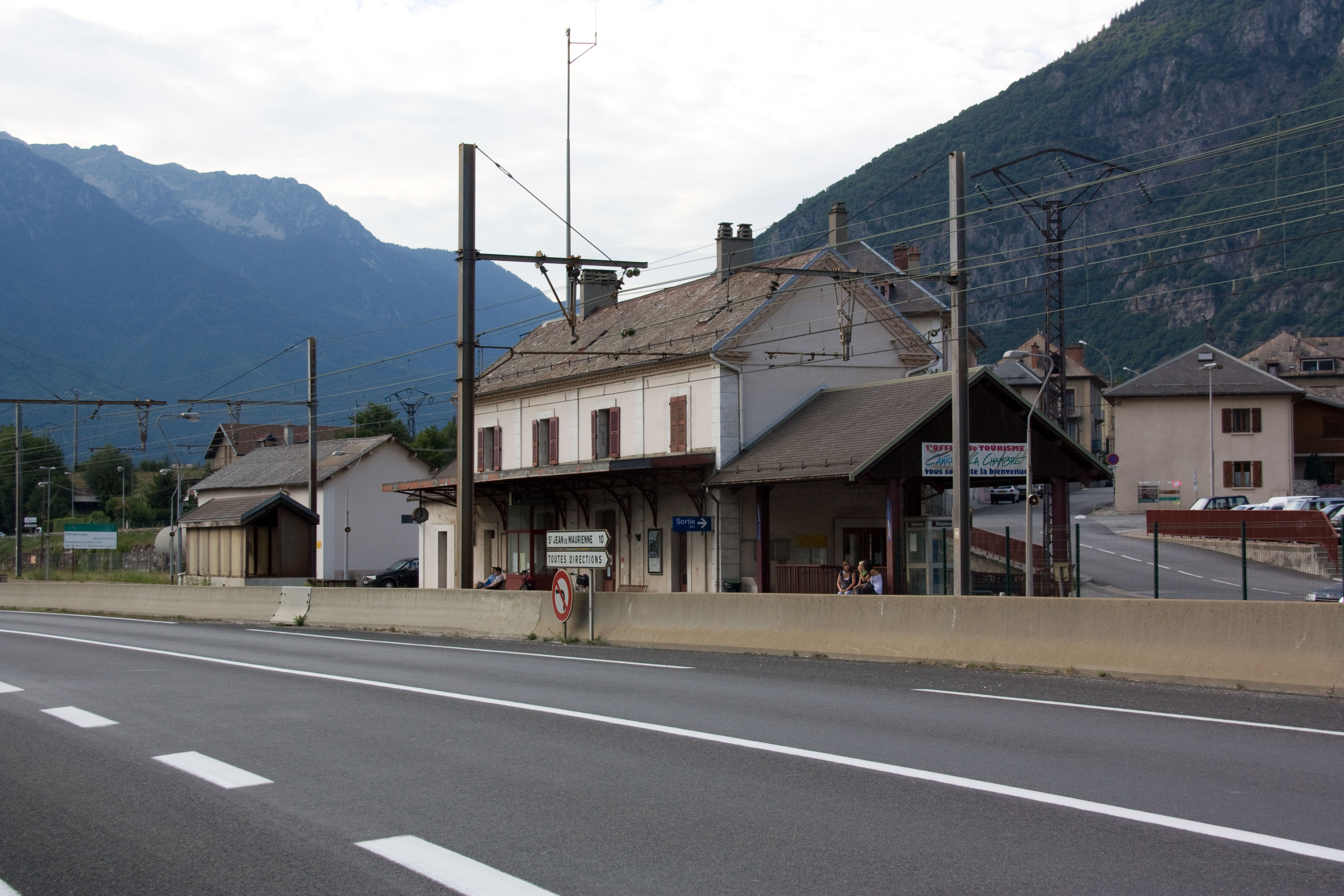
Route nationale 6 et la gare.
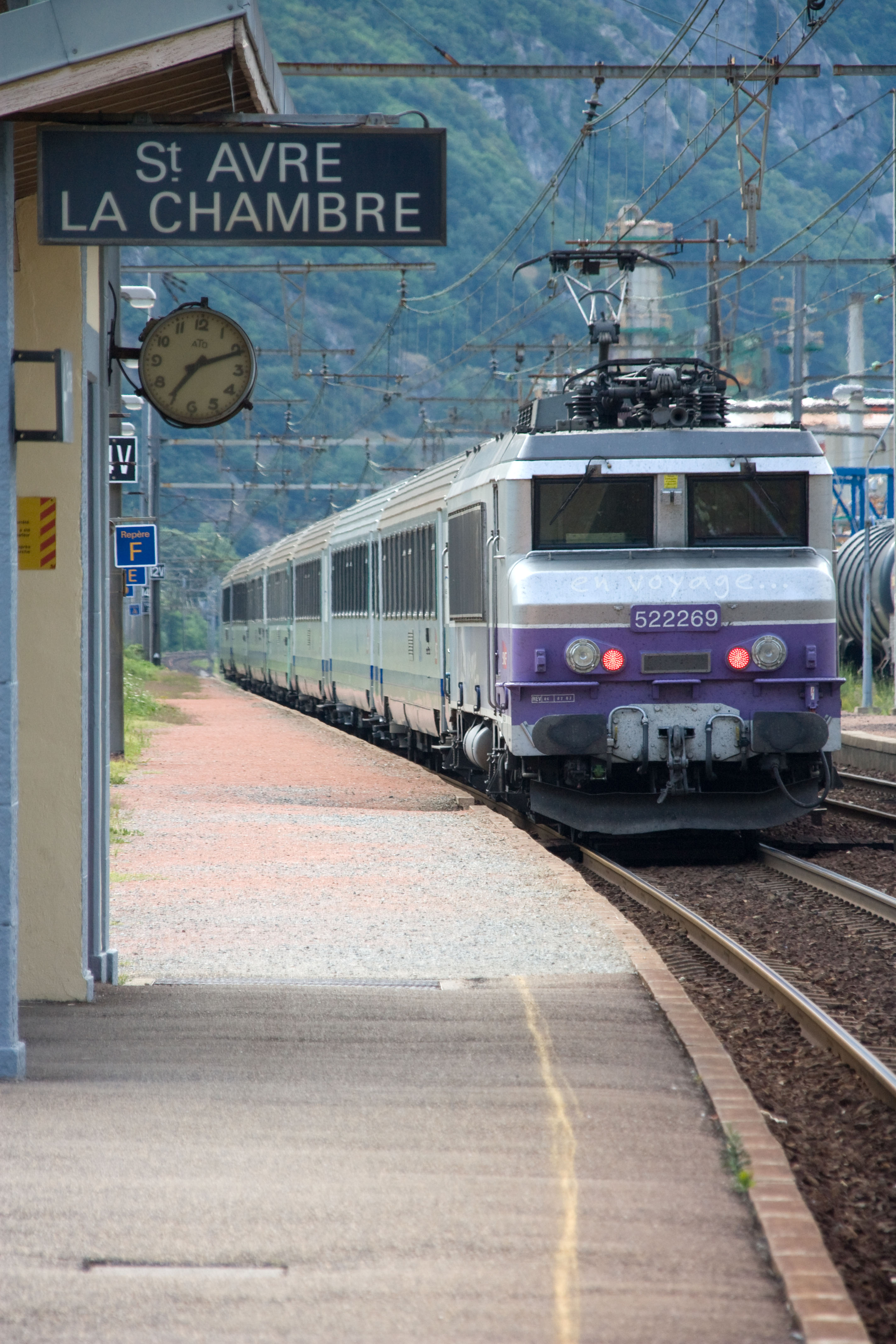
Panneau de quai et TER.
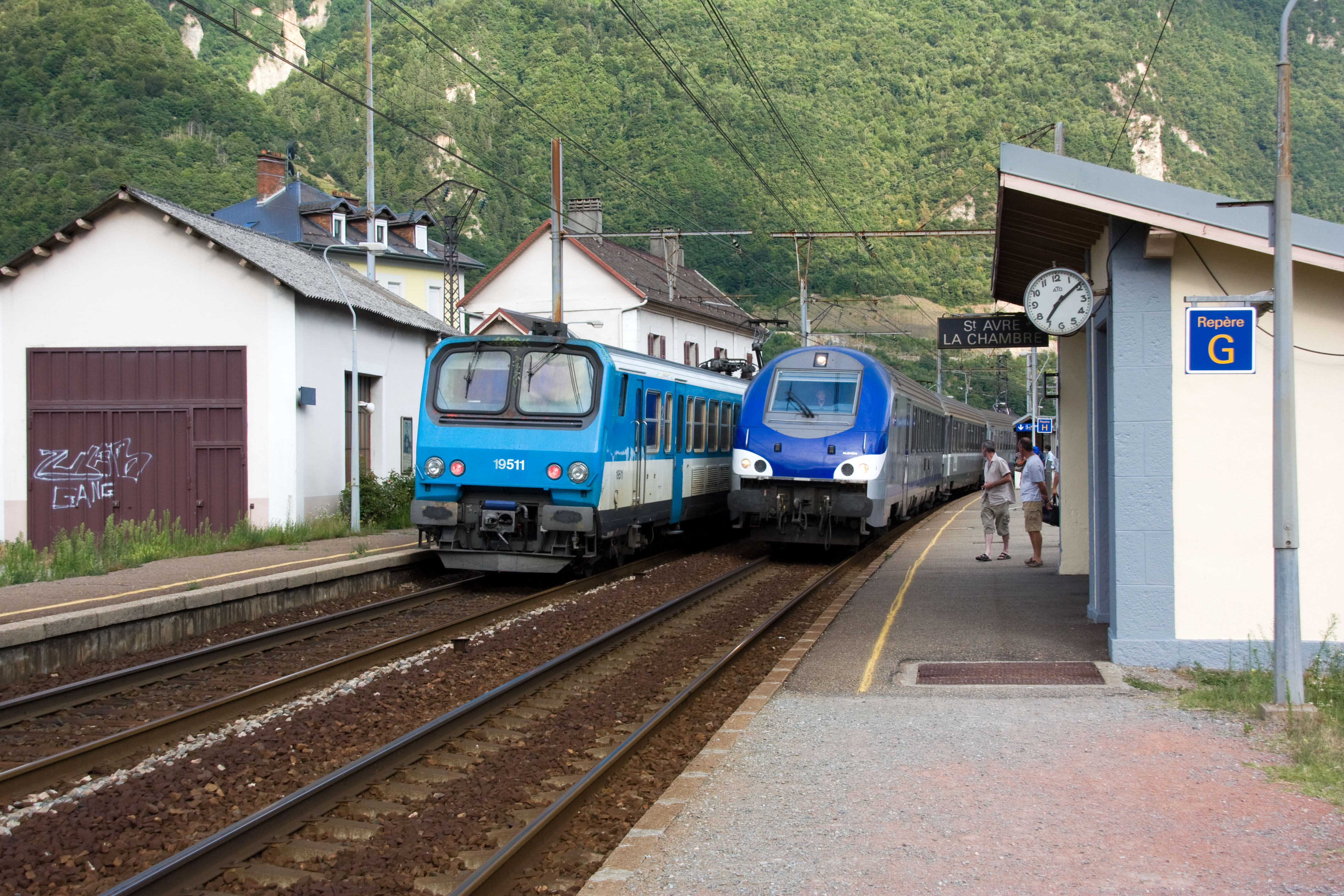
Deux TER à quai.
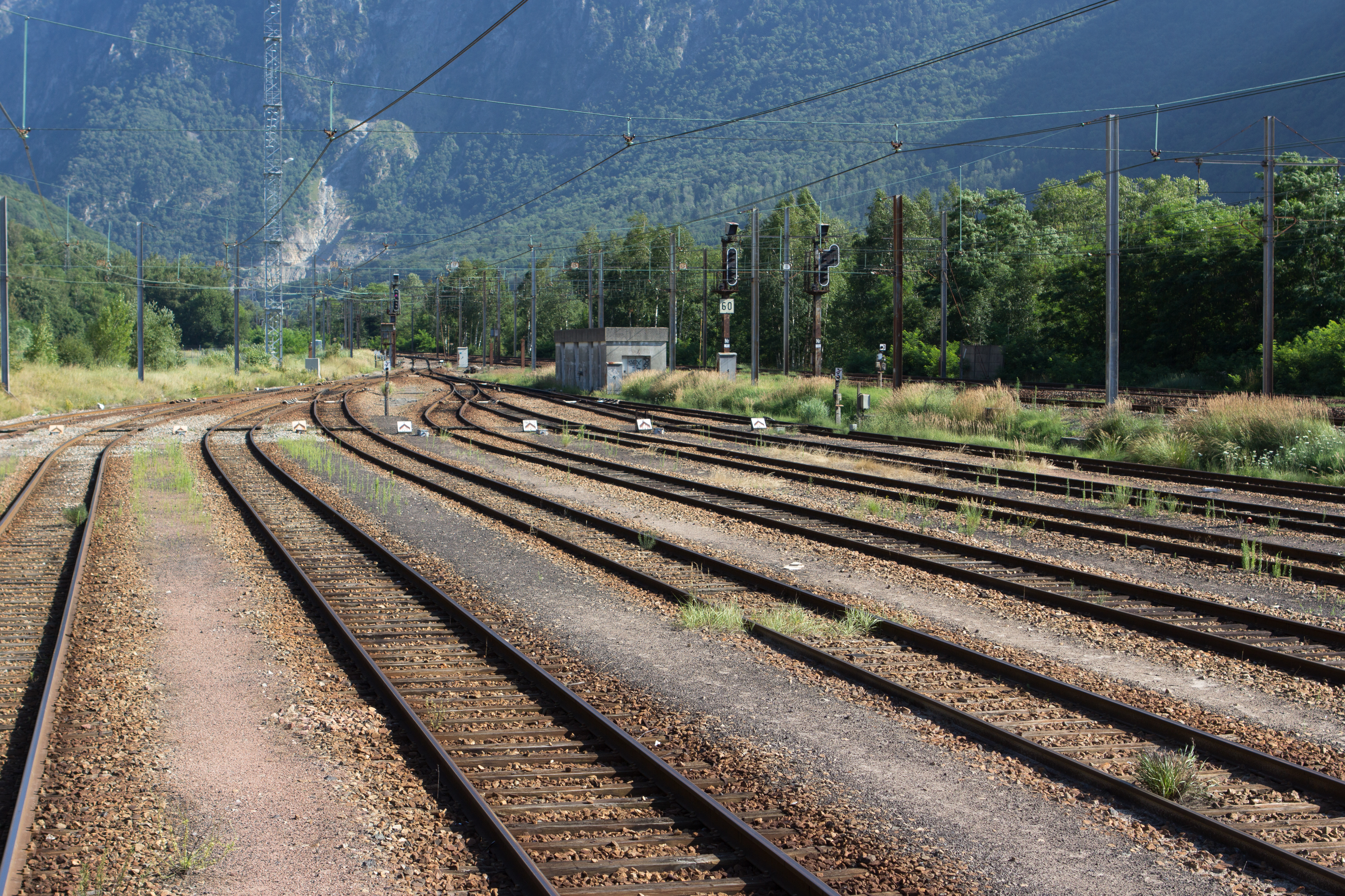
Vue de la sortie du faisceau de Saint-Avre.